# Transfiguració del Senyor (Artà)

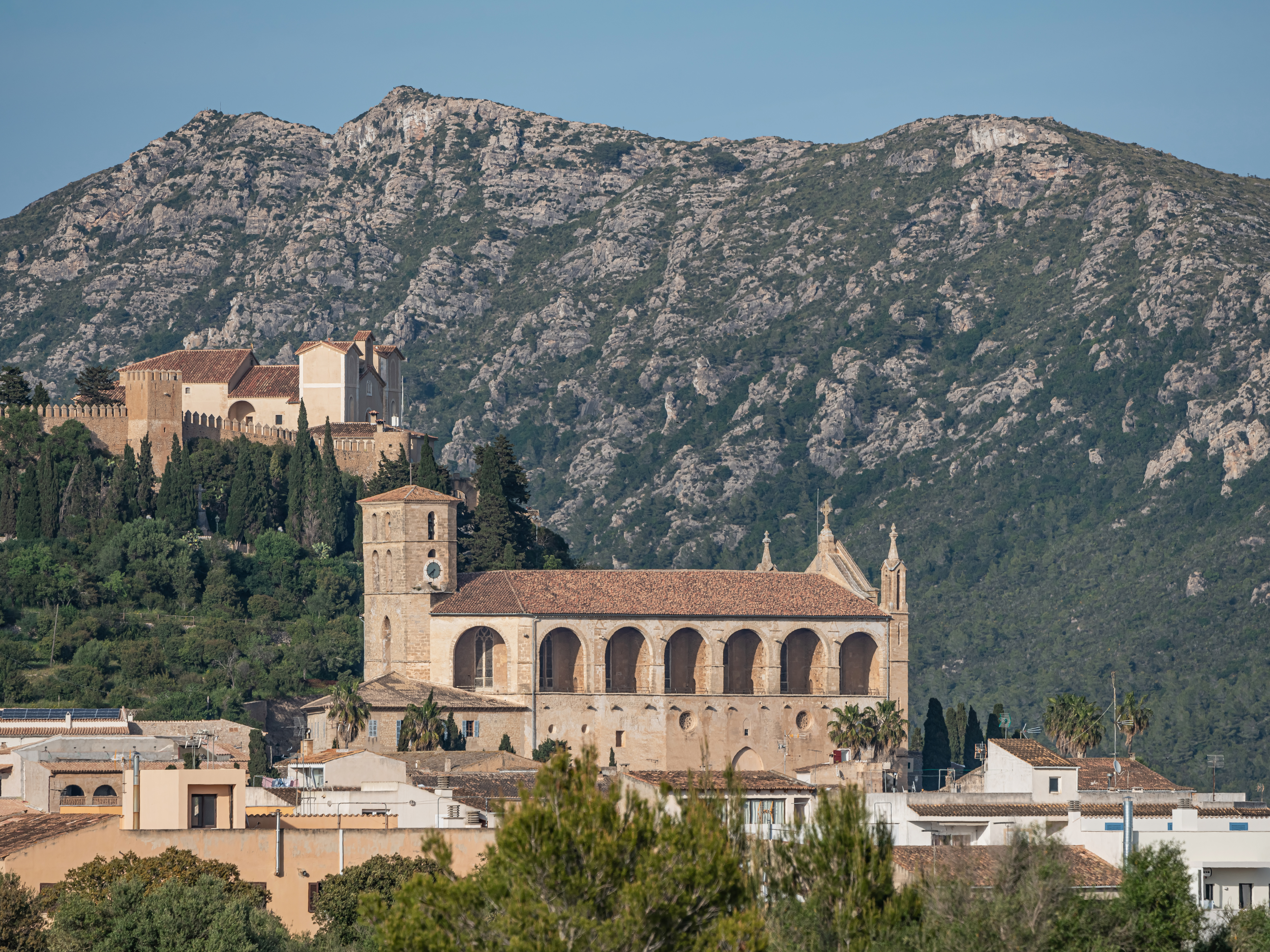
Kirche Transfiguració del Senyor in Artà

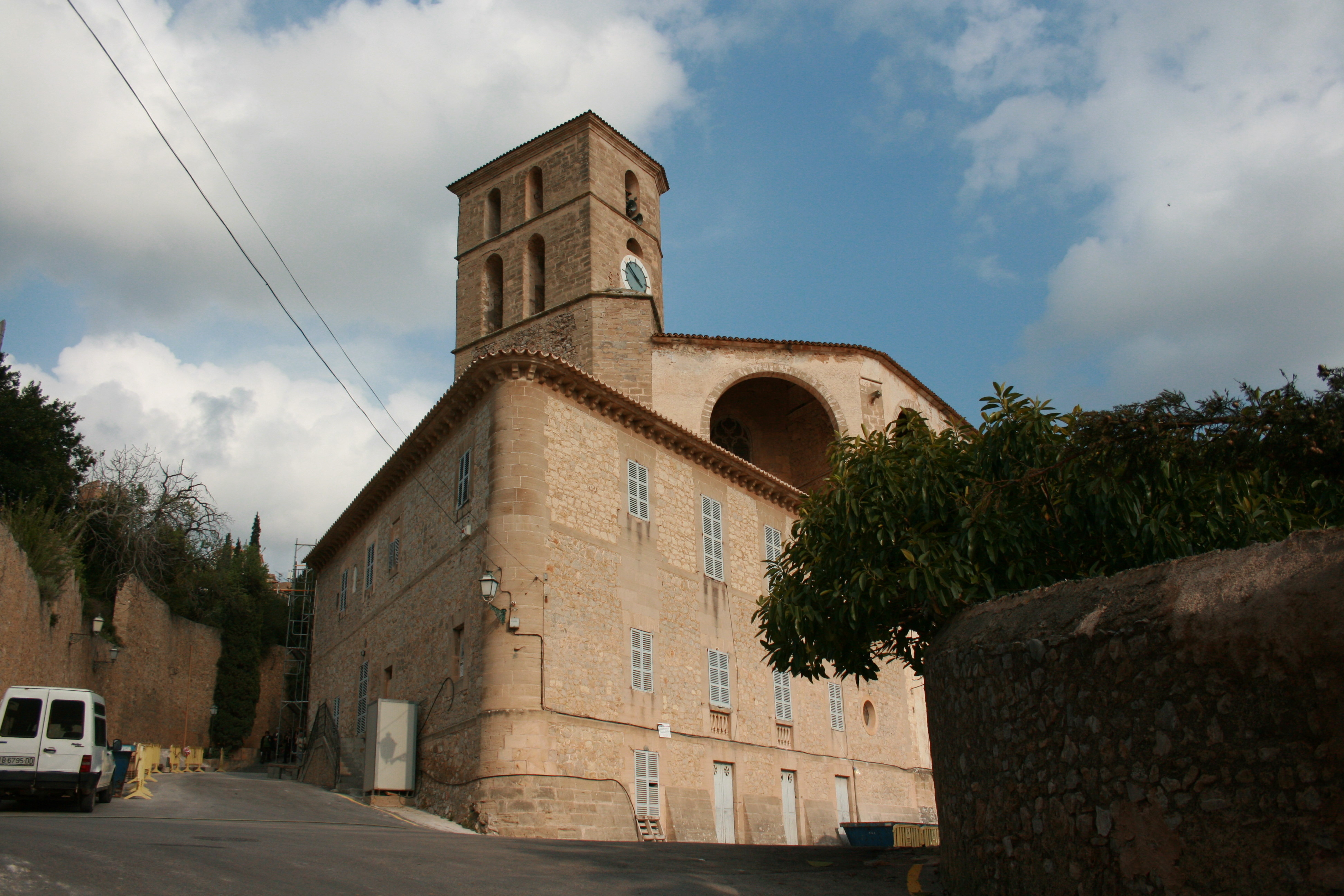
Blick von Westen

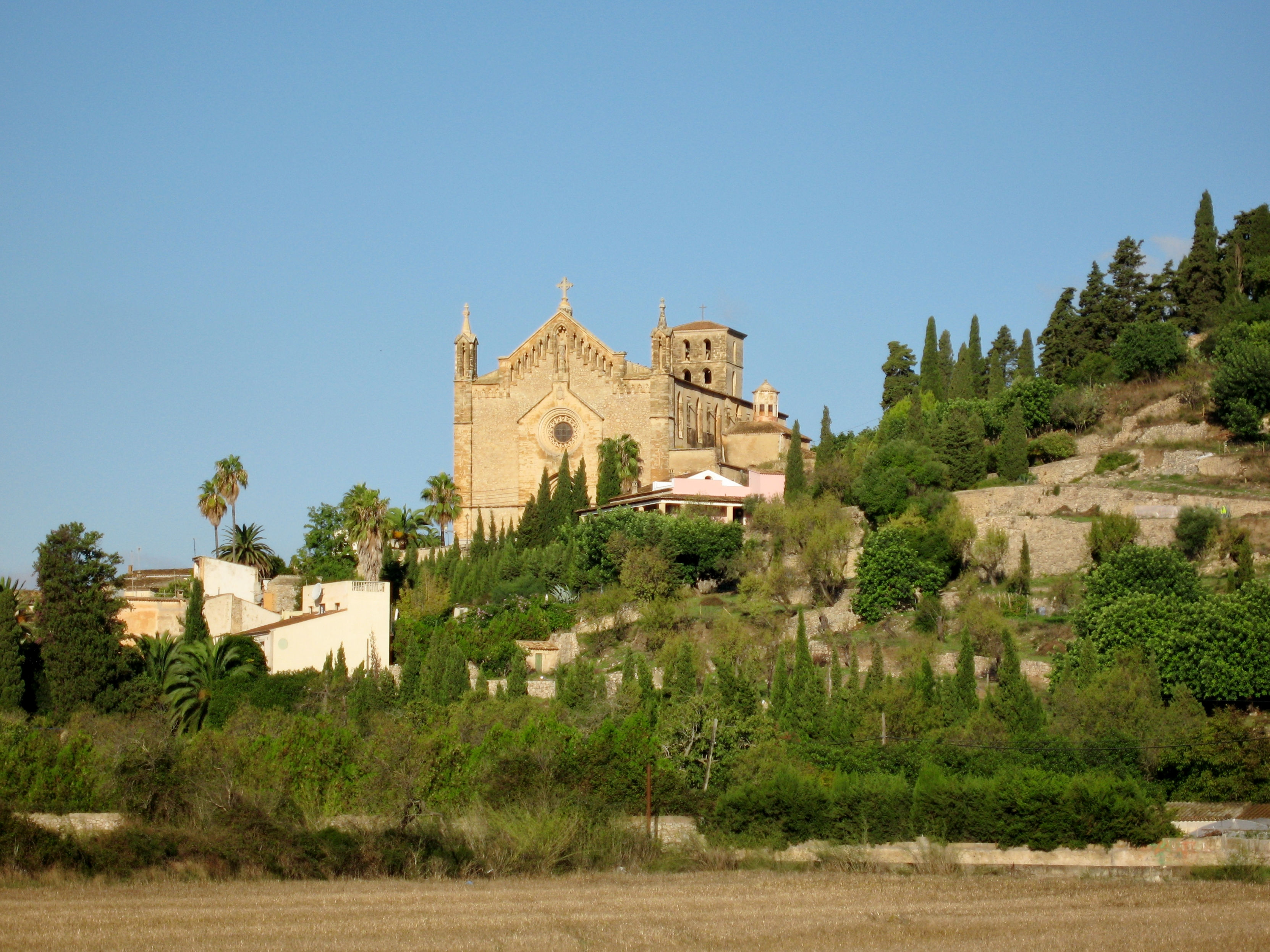
Blick von Osten

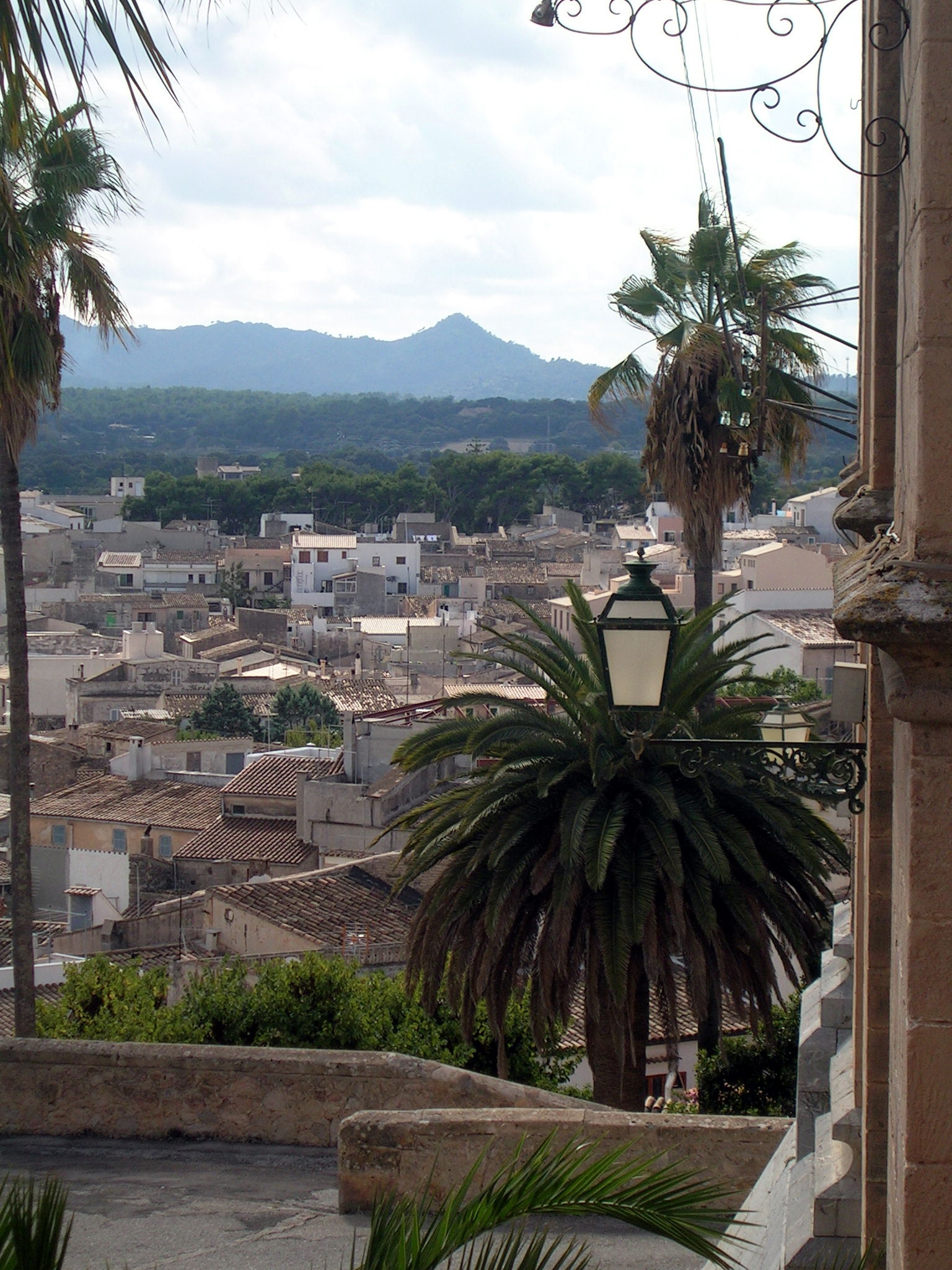
Blick von der Kirche aus über Artà

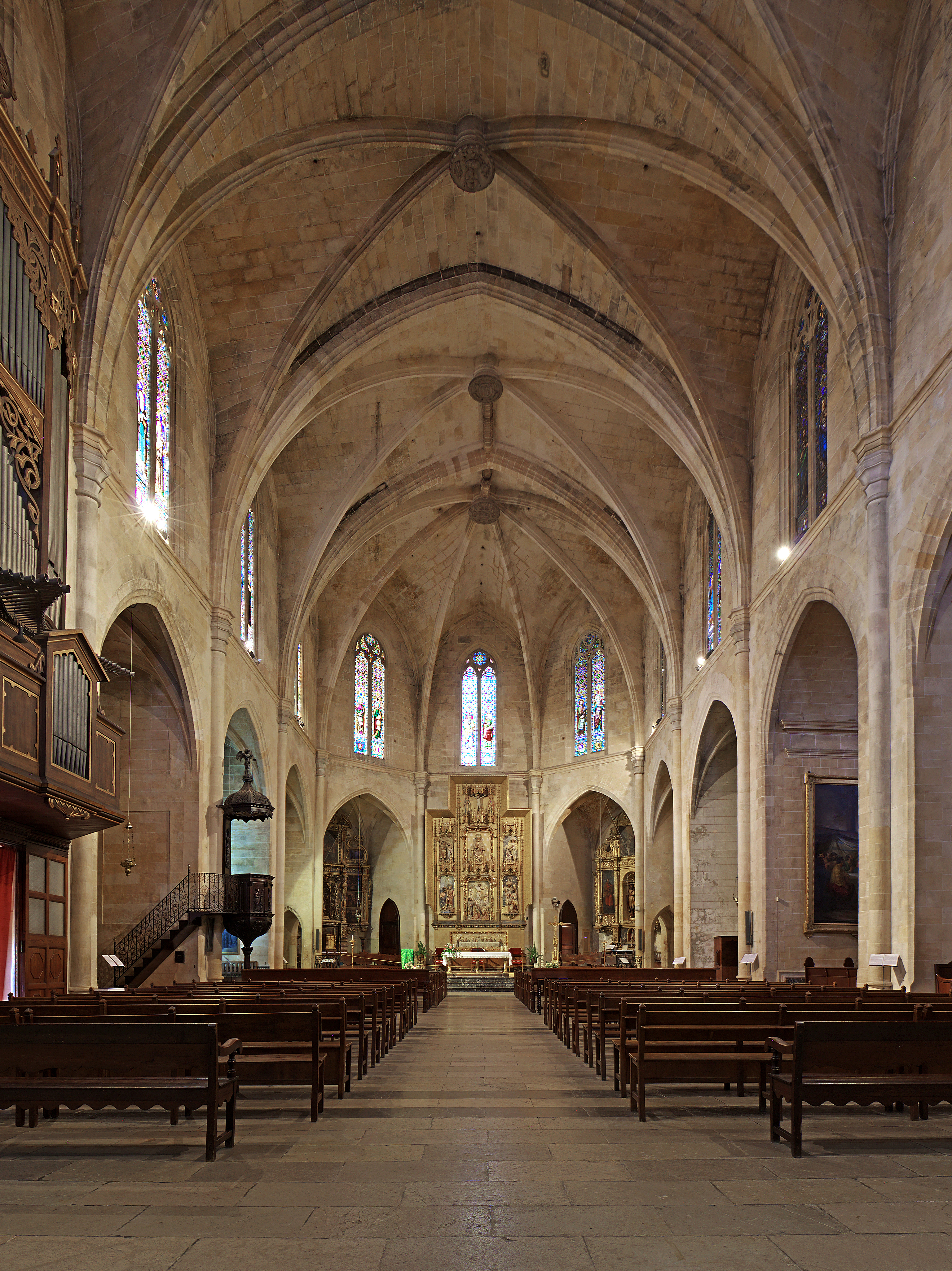
Innenraum, Blick zum Hauptaltar

Transfiguració del Senyor ist eine römisch-katholische Pfarrkirche in der spanischen Gemeinde Artà im Nordosten der Mittelmeerinsel Mallorca.

## Architektur und Geschichte

### Vorgängerbau
Die heutige einschiffige Kirche entstand als Ersatzbau für eine an gleicher Stelle befindliche gotische Kirche. Nach der Eroberung des Gebiets von Artà durch den christlichen König Jaume I. am 31. März 1230 hielt der König den Bau einer Pfarrkirche für erforderlich. Am 24. September 1240 wurde die Kirche von Bischof Ramon de Torella an Ramon de Fraga, den Prior des Klosters Bellpuig übergeben. Bis 1425 wurde die Kirche vom Kloster betreut und unterhalten. Das Patronat ging dann auf die Familie Vivot und später auf die Familie Dameto über. Die Familien hatten das Recht, den Pfarrer vorzuschlagen. Im Jahr 1952 gab Fernando Truyols dieses Recht zurück. Geweiht war sie der heiligen Maria. Am 14. April 1248 wurde die Kirche in einer Bulle des Papstes Innozenz IV. erwähnt. Im 17. Jahrhundert erfolgte dann eine Weihe für das Mysterium der Verklärung des Herrn.
Die ursprüngliche Kirche war schlicht gestaltet. Anders als am heutigen Gebäude wies die Apsis jedoch nach Osten. Im Laufe der Zeit wurde die Kirche aufgrund der wachsenden Bevölkerung wiederholt erweitert.

### Bau der heutigen Kirche
1563 wurde durch den Bischof Diego de Arnedo die Errichtung einer neuen Kirche, der noch heute bestehenden, angewiesen. Der tatsächliche Bau begann 1573, zog sich jedoch letztlich über Jahrhunderte hin. Die Kirche ist zum Teil durch Abtragung von Erdmassen in den Berg hineingebaut. Die Apsis war 1601 fertiggestellt. Das Kreuzgewölbe im Stil der Spätgotik entstand in mehreren Abschnitten. Der Gewölbeabschnitt zwischen den Kapellen Herz Jesu und Immaculata war 1756 abgeschlossen. Nach einer Inschrift war ein dritter Gewölbebogen ANY 1789 beendet. Durch finanzielle Zuwendungen der Brüder Francesc und Bartomeu Pujol konnten die übrigen Gewölbe dann bis 1816 gebaut werden. Eine Inschrift verweist hierauf. Der Bau der Kirchenfassade wurde erst in den 1890er Jahren beendet. 1896 entstand die Frontfassade nach einem Entwurf von B. Ferra. An der Seitenfassade befindet sich in einer Ausrichtung nach Südwesten eine inschriftlich auf 1813 datierte Sonnenuhr.
Die Kirche verfügt über Strebebögen, die, typisch für sie Spätgotik auf Mallorca, in gleicherweise wie das eigentliche Kirchendach mit Ziegeln bedeckt sind. So entstanden zwischen den Strebepfeilern halbrund überspannte Räume, die regional als Terrades bezeichnet werden.
1900 erfolgte eine Restaurierung der Kirche. In der nachfolgenden Zeit wurden zugemauerte Fenster wieder geöffnet. Im Jahr 1906 wurde ein bis dahin genutzter barocker Aufsatz des Altars durch einen neuen Aufsatz ersetzt. 1922 wurde die Restaurierung mit einer Neupflasterung des Fußbodens der Kirche beendet.
Alteingesessene Familien aus Artà sowie Rückkehrer aus Amerika stifteten Anfang des 20. Jahrhunderts farbige Kirchenfenster. In den Fenstern wird der Schutzpatron der Stifter, die Familienwappen sowie die Heiligen Mallorcas dargestellt. Oberhalb des Hauptaltars werden Moses und Elias als Zeugen der Verklärung des Herrn gezeigt. Das Geheimnis der Verklärung wird in der Rosette gezeigt.
Das Kirchenportal befindet sich auf der Ostseite der Kirche und gehört zu den jüngeren Teilen des Baus. Eine Jahresinschrift am Schloss des Portals nennt das Jahr 1883. Das Portal wird auch als Portal der Frauen bezeichnet. Außen oberhalb des Portals befindet sich eine Jesus-Figur als Erretter der Welt. Unterhalb der Figur ist das Wappen des Papstes Leo XIII. zu sehen. Über dem Portal befindet sich auch eine steinerne Gedenktafel aus dem Jahr 1940, die an das 700-jährige Jubiläum der Pfarrkirche erinnert.
Ein weiteres Portal befindet sich auf der Südseite und ist im Gegensatz zum Hauptportal auch als Portal der Männer benannt. Dieses Portal entstand im 18. Jahrhundert an Stelle einer Kapelle. Oberhalb des Portals befindet sich eine 1850 von Antoni Portell gebaute Orgel.
Links des Hauptportals steht das Taufbecken. Es wurde 1672 aus einem einzigen Stein gefertigt.

### Seitenkapellen
An den Längsseiten des Kirchenschiffs bestehen 13 Seitenkapellen.

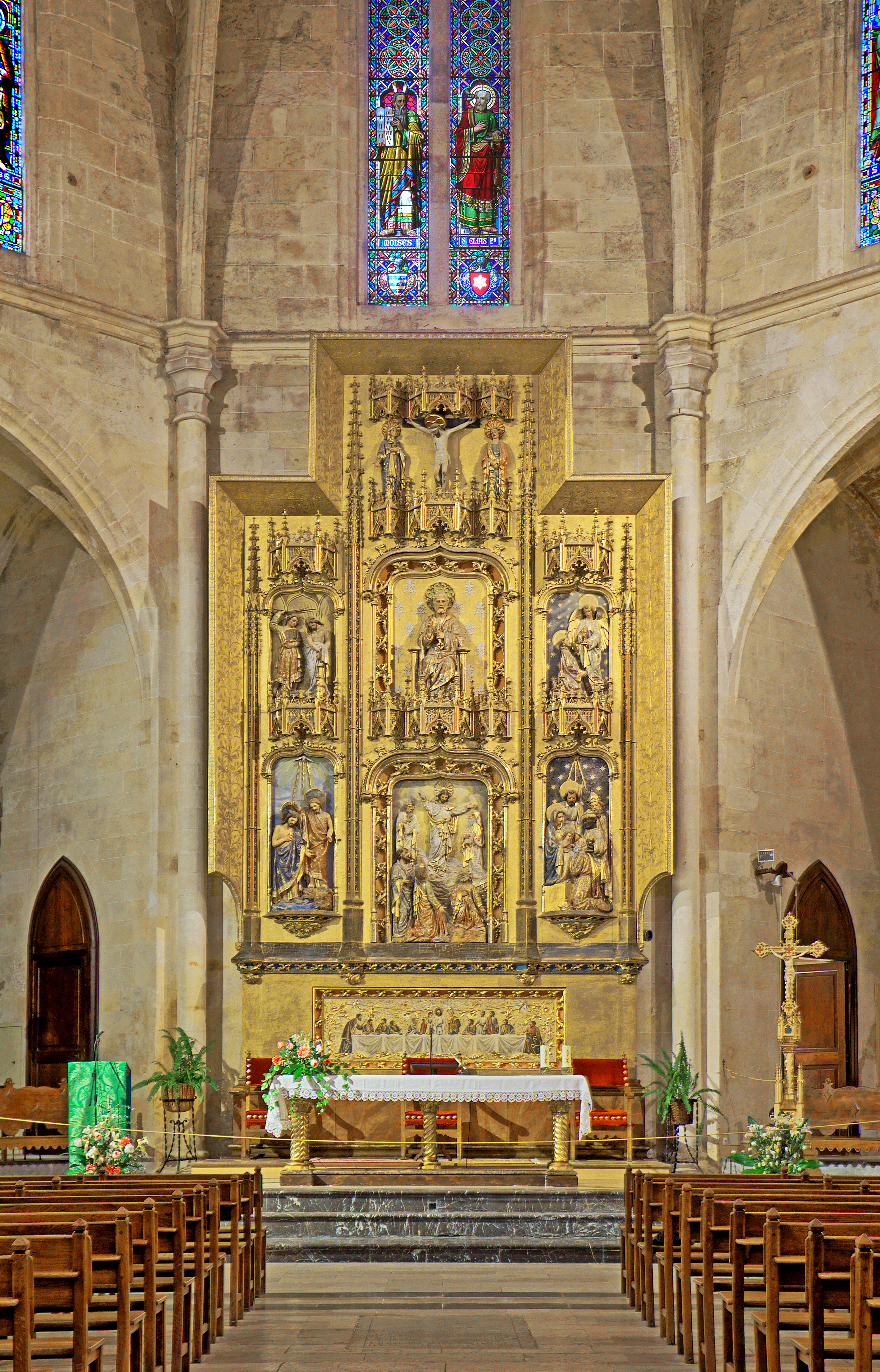
Hauptaltar
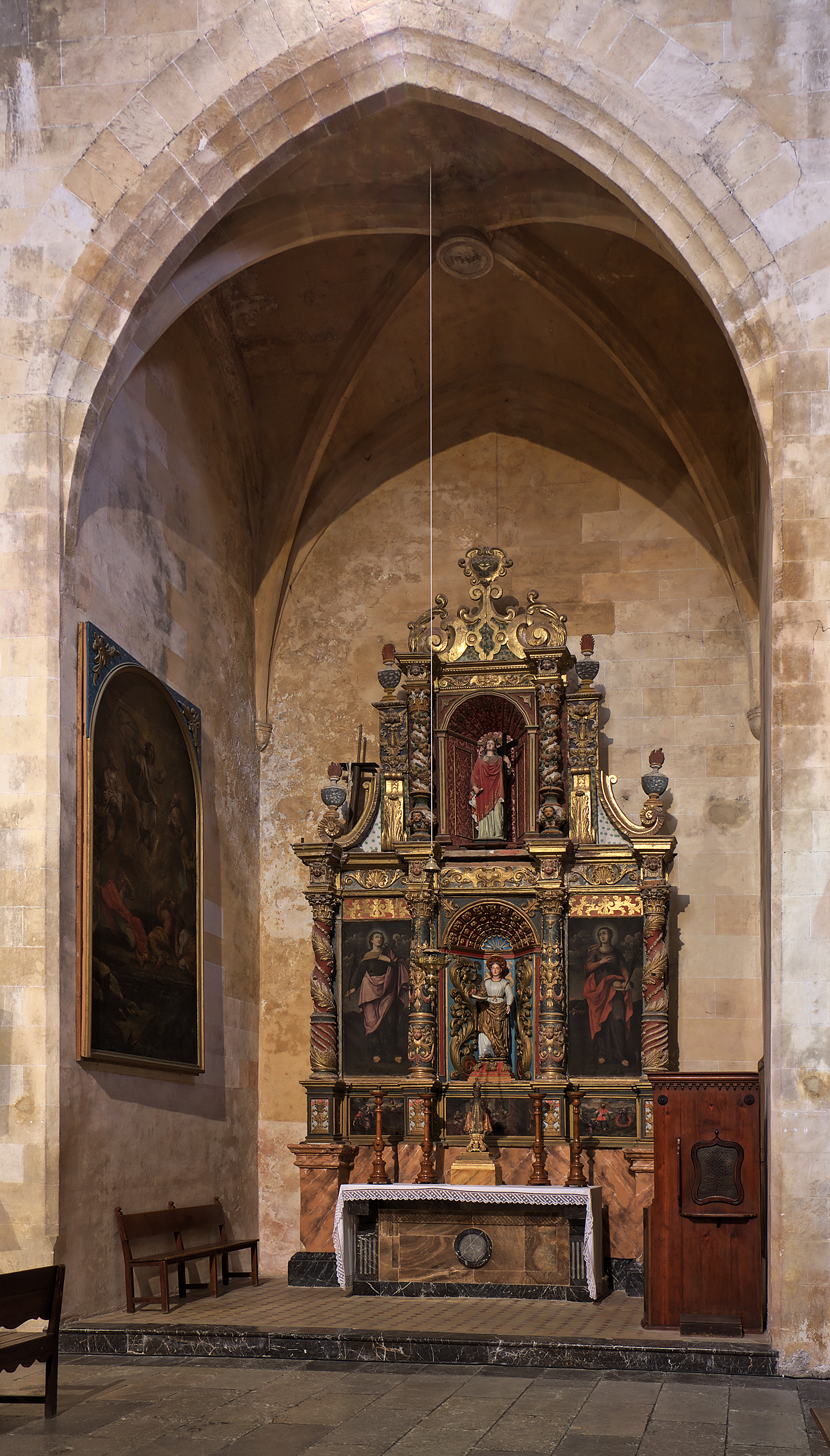
Kapelle der Hl. Lucia
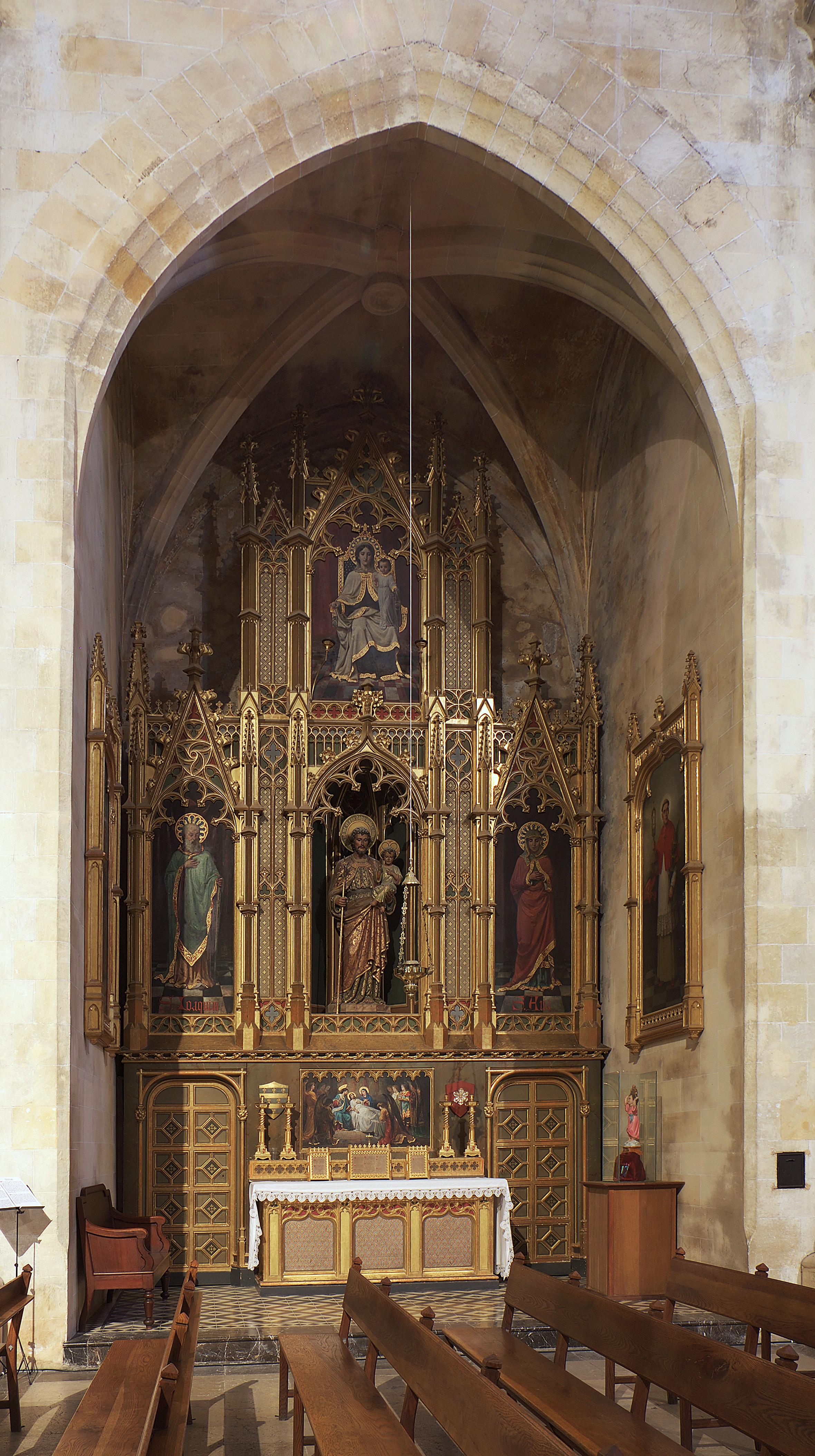
Kapelle des Hl. Josef
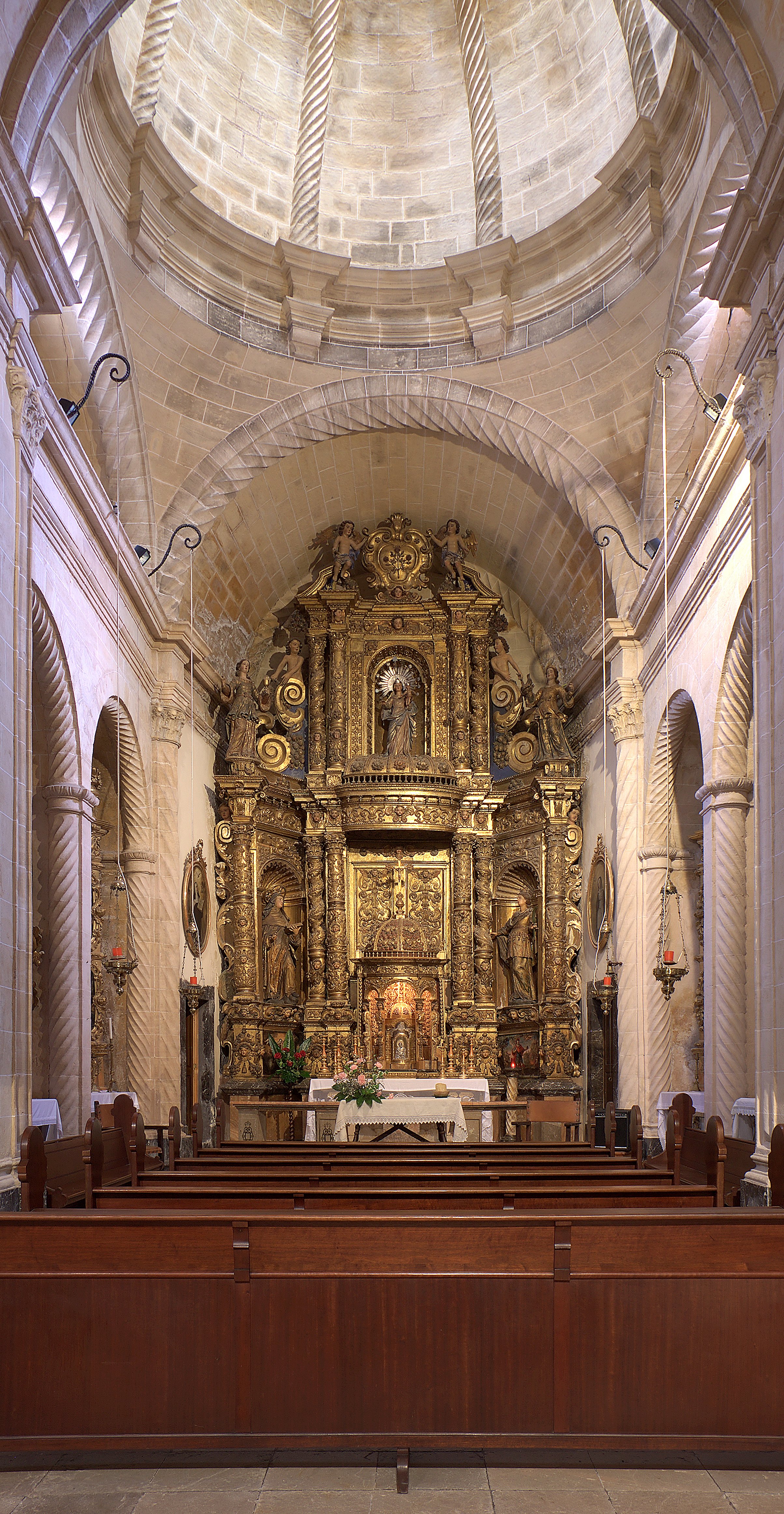
Kapelle des Rosenstocks
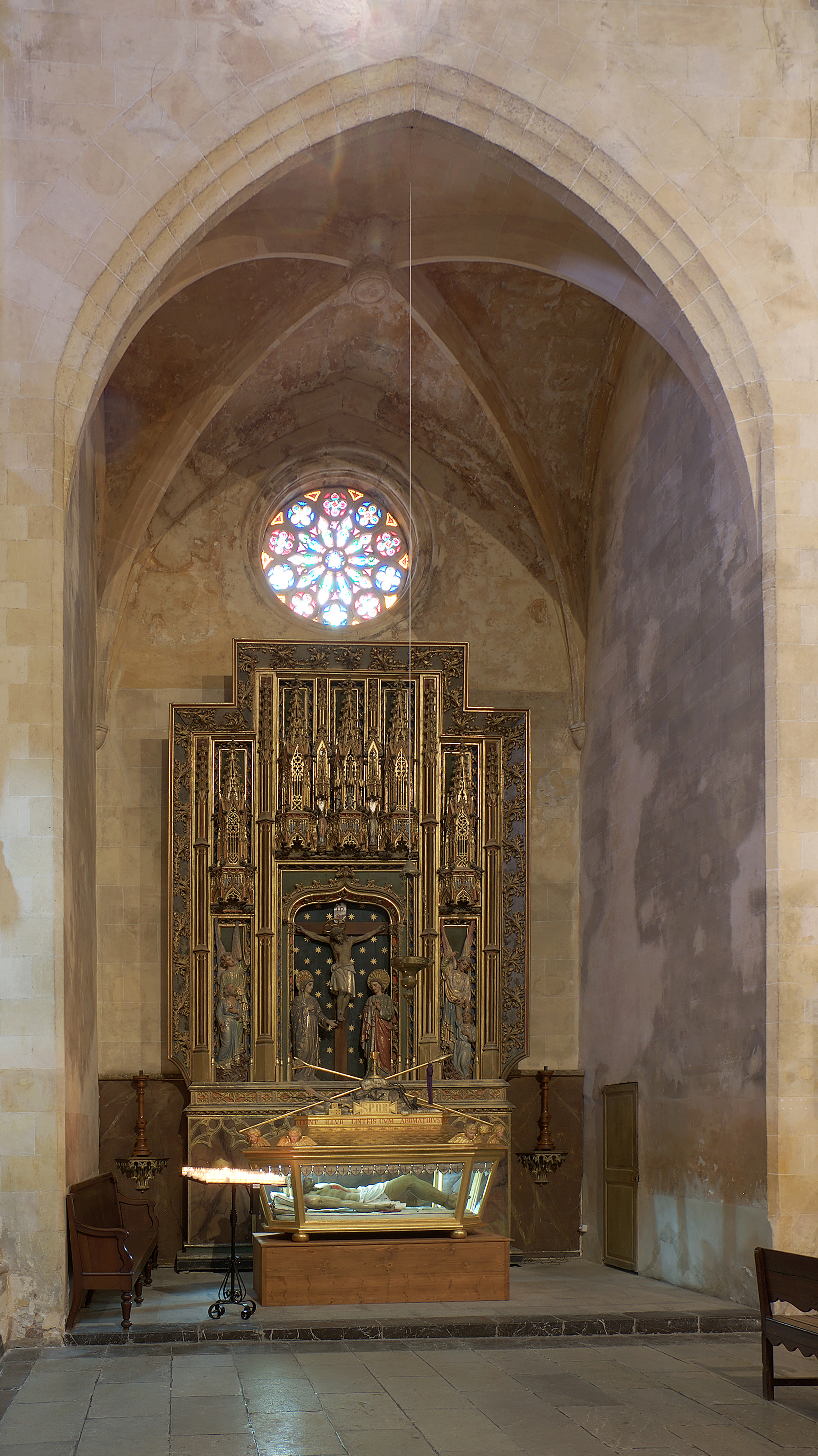
Kapelle der Seelen
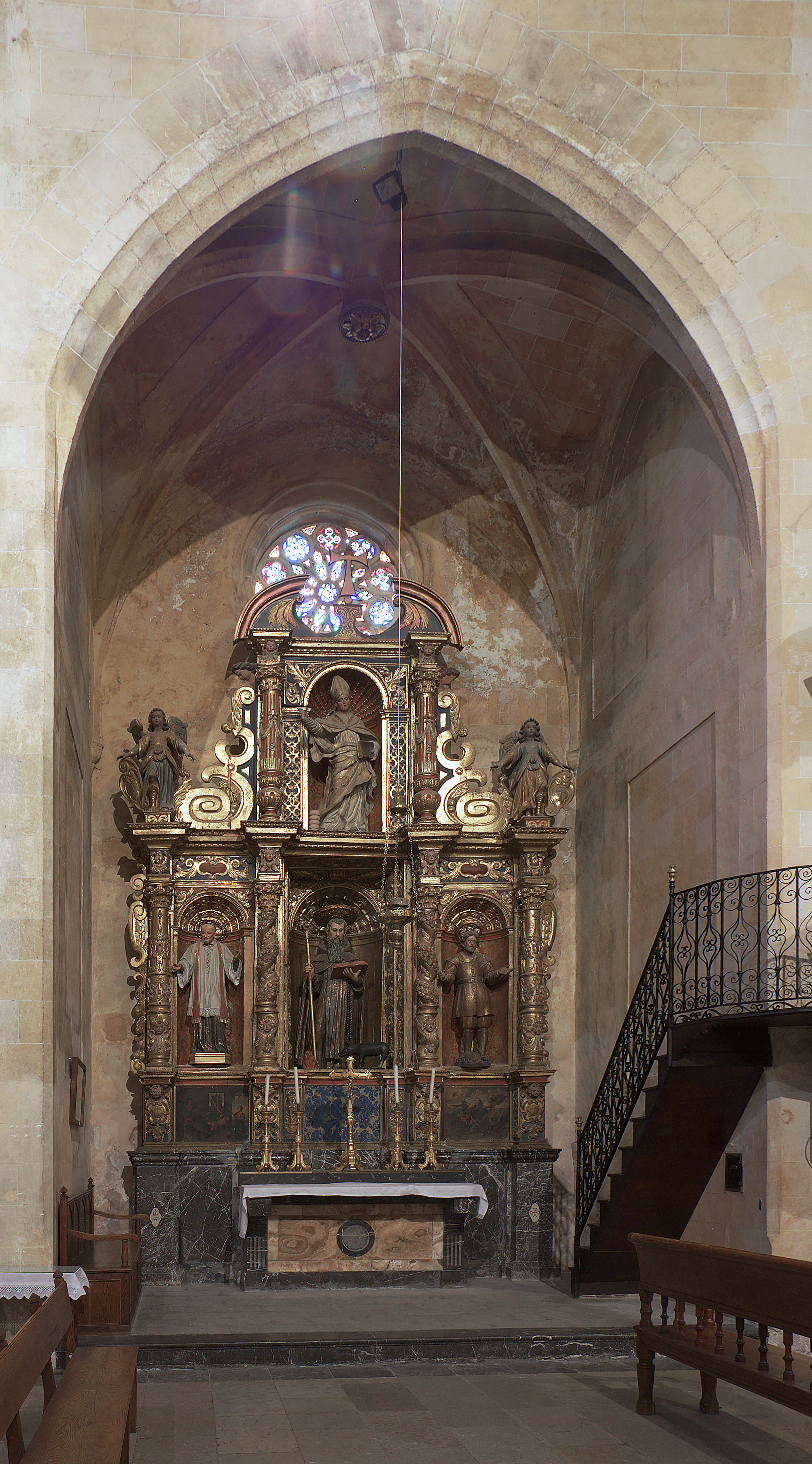
Kapelle des Hl. Antonius der Einsiedler

#### Kapelle des heiligen Antonius von Padua
Erste Kapelle vom östlichen Hauptportal ist auf der rechten Seite die Kapelle des heiligen Antonius von Padua, in der jeweils die Weihnachtskrippe aufgestellt wird. In der Kapelle befindet sich ein den Heiligen zeigendes Altarbild, das möglicherweise ursprünglich Teil eines barocken Altaraufsatzes war.

#### Kapelle der heiligen Lucia
Westlich hiervon befindet sich die Kapelle der heiligen Lucia. Während der Altar im 19. Jahrhundert von Einsiedlern errichtet wurde, stammt der Altaraufsatz aus der Zeit Ende des 16./Anfang des 17. Jahrhunderts. In der Mitte des Aufsatzes wird die heilige Lucia gezeigt. Links von ihr befindet sich eine Darstellung der heiligen Apollonia, rechts der heiligen Agnes. Oberhalb ist die heilige Helena abgebildet. Auf dem Altar befindet sich in der Mitte eine Darstellung der heiligen Cäcilia, während links und rechts von ihr das Martyrium der heiligen Lucia gezeigt wird. An der westlichen Seitenwand der Kapelle befindet sich ein die Verklärung des Herrn darstellendes Gemälde, das sich ursprünglich im Zentrum des Hauptaltars der Kirche befand. Es handelt sich um eine Kopie eines entsprechenden Werkes Transfiguration von Raffael.

#### Kapelle des heiligen Josef
Die Kapelle des heiligen Josef verfügt über einen neogotischen Altaraufsatz, der von der Familie Font dels Olors und Olesa gestiftet wurde. Der Bildhauer Guillem Galmes schuf die in der Kapelle befindliche Statue des heiligen Josef. Seitlich finden sich Darstellungen der Eltern Marias, der heiligen Anna und des heiligen Joachim. Der obere Teil zeigt eine Darstellung der Jungfrau vom Karmel. Im unteren Teil befindet sich ein im Jahr 1887 durch Salvador Torres geschaffenes, den Tod des heiligen Josef darstellendes Bild. Die Bilder an der rechten und linken Seitenwand stellen den heiligen Onofre und den heiligen Ramon Nonato dar. Beide Gemälde wurden durch Vicenc Furio 1929 bzw. 1917 gemalt.

#### Kapelle des Rosenstocks
Die große Kapelle des Rosenstocks entstand Ende des 17. Jahrhunderts und weist mit ihrer Kuppel und den Säulen schon Elemente des Barock auf. Sie tritt nach Norden aus dem Kirchenschiff heraus und verfügt ihrerseits links und rechts jeweils über zwei eigene kleine Seitenkapellen. Links und rechts des Zugangs zur Kapelle sind Bilder zu sehen, die die Fußwaschung Jesu bzw. die Einsetzung der Eucharistie darstellen.
Der in der Kapelle befindliche Altaraufsatz wurde durch Jaume Llull im Stil des Churriguerismus geschaffen, wobei die Figuren nicht von Llull stammen. Im oberen Teil ist die Jungfrau des Rosenstocks dargestellt. Eine Figur auf der linken Seite symbolisiert den Glauben, eine auf der Rechten die Hoffnung. Im unteren Teil finden sich Darstellungen der heiligen Katharina von Siena und der heiligen Juliana von Falconieri. Zwei Gemälde unterhalb der Figuren zeigen den heiligen Pontius von Cimiez und den heiligen Bernhard von Clairvaux. Zwei ovale, links und rechts angeordnete Gemälde stellen die heilige Theresia und die heilige Catalina Thomas dar. Letzteres wurde von Agusti Buades geschaffen. Das Tabernakel ist mit einer alten Kuppel des Taufbeckens bedeckt.
Die erste Seitenkapelle der Rosenstockkapelle auf der rechten Seite ist der Jungfrau der Einsamkeit geweiht und beruht auf einer Stiftung des Musikers Joan Massanet. Ein in der Mitte befindliches Gemälde zeigt die Jungfrau der Einsamkeit. Flankiert wird es von einer Darstellung der Kreuzigung Jesu links und der Fall Jesu auf dem Weg nach Golgatha rechts. Darüber wird die Grablegung Jesu gezeigt.
Die zweite Seitenkapelle war zunächst dem heiligen Francisco Javier geweiht, der als Schutzheiliger der Frauen der Familie Quetgles in der Straße Abuerador galt. Die Stiftung gelangte jedoch später an die Familie Massanet. Heute ist die Kapelle dem Herz Marias geweiht. Das mittlere Gemälde der Kapelle zeigt denn auch das Hert Marias. Auf der linken Seite wird es von Abbildungen des heiligen Petrus und des heiligen Dominikus, auf der rechten Seite des heiligen Bartholomeus und der heiligen Victoria flankiert. Darüber befindet sich ein Bild des heiligen Franz von Assisi.
Auf der rechten Seite schließt sich eine kleine Sakristei an.
Erste Kapelle auf der linken Seite der Kapelle des Rosenstocks ist die Kapelle der Darbringung Jesu im Tempel. Die Stiftung der Kapelle erfolgte 1878 durch die Familie Sancho Morey. Durch die Stiftung erwarb die Familie das Recht auf eine Grabstätte innerhalb der Kirche der Dynastie Sanchos de la Jordana. In der Kapelle befindet sich ein Gemälde, auf dem die Darbringung Jesu dargestellt ist. Links hiervon wird die heilige Anna, rechts die Heilige Margaritta gezeigt. Oberhalb befindet sich ein Bild des heiligen Petrus.
Die zweite Kapelle auf der linken Seite ist eine Stiftung der Familie Son Morey. Sie ist dem Herz Jesu geweiht. Die Stiftung ging später auf die Familie Morey und Blanquer über. Entsprechend der familiären Stiftung zeigen die in der Kapelle befindlichen Bilder die Schutzheiligen der Familie. Auf der linken Seite finden sich Darstellungen der heiligen Ines und der heiligen Franziska Romana, auf der rechten Apostel Jakobus und die Madonna La divina Pastora – die göttliche Hirtin. Unten auf Höhe des Altars ist der heilige Alonso Rodriguez und darüber die heilige Coloma zu sehen.

#### Kapelle des Herz Jesu
Westlich der Rosenstockkapelle befindet sich die Kapelle des Herz Jesu. Zunächst war sie der Himmelfahrt Marias, die als Schutzheilige der Weber von Artà verehrt wird, geweiht. Errichtet wurde sie auf Veranlassung von LLuis Despuig. Er war mit Maria dels Dolors Truyols verheiratet. Von der Kapelle aus besteht ein Zugang zur Gruft der Familie Truyols Roviera. In der Kapelle finden sich Abbildungen des Herz Jesu, des heiligen Lous und des heiligen Stanislaus Kotska.

#### Kapelle des heiligen Sebastian
Die Kapelle des heiligen Sebastian ist den Feldarbeitern Artàs gewidmet und entstand in der Mitte des 17. Jahrhunderts. In der Kapelle findet sich daher ein Wappen der Feldarbeiter. Eine Figur des heiligen Sebastian steht in der Kapelle und wird von den Heiligen Kosmas und Damian, zwei heilige Ärzte, umrahmt. Ein Gemälde zeigt im oberen Teil den heiligen Rochus. Im unteren Teil sind Blütenzweige abgebildet, links hiervon der heilige Georg, rechts der heilige Christopherus.

#### Kapelle des heiligen Johannes der Täufer
Unweit des Hauptaltars der Kirche befindet sich die Johannes dem Täufer geweihte Kapelle. Der Altaraufsatz ist im Stil der Renaissance gestaltet und ähnelt in seiner Erscheinung einem aufgeschlagenen Buch. In der Mitte ist Johannes der Täufer dargestellt. Flankiert wird er links von der heiligen Elisabeth und rechts der heilige Zacharias. Im oberen Teil ist die Taufe Jesu zu sehen, während im unteren Teil der heilige Nikolaus abgebildet wurde. Links und rechts hiervon ist die Enthauptung von Johannes dem Täufer und auf der rechten Seite seine Geburt wiedergegeben.

#### Kapelle des heiligen Michael
Die erste Kapelle links vom Hauptportal der Kirche ist dem heiligen Michael, früher der Schutzpatron des Orts, geweiht. Es hieß der Heilige habe die Ernte des Orts vor Hagelschlag beschützt. Die Kapelle entstand in der zweiten Hälfte des 16. Jahrhunderts. Der Altar entstand bereits im Mittelalter und ist der älteste der Altare in der Kirche. In der Kapelle befindet sich eine 1603 von Jaume Blanquer geschaffene Figur des heiligen Michael. Darüber hinaus befinden sich den heiligen Gabriel, den heiligen Rafael, den heiligen Vinzenz von Paul, den heiligen Paul von Nola und den heiligen Rochus darstellende Gemälde in der Kapelle.

#### Kapelle der Seelen
In der Kapelle befindet sich ein von Miquel Vadell geschaffener Altaraufsatz im Stil der Neogotik. Gestiftet wurde er durch Mateu Amorós und Bàrbara Esteva. Abgebildet ist La Sang, Maria und der Evangelist Johannes stehen am Fuß des Kreuzes. Darüber hinaus geleiten Engel aine Seele in den Himmel.

#### Kapelle des heiligen Antonius der Einsiedler
Der barocke Altaraufsatz der Kapelle stammt aus dem 17. Jahrhundert und wurde auch vom Bildhauer Jaume Llull gestaltet. Im Zentrum befindet sich eine gleichfalls aus dem 17. Jahrhundert stammende Figur des heiligen Antonius der Einsiedler. Links neben ihr der heilige Vinzenz von Paul, rechterhand der heilige Isidor, darüber der heilige Marcellus. Der Altar selbst wurde von im nahe gelegenen Betlem lebenden Einsiedlern gefertigt.
Ein in der Kapelle befindliches Gemälde stellt die Versuchung des Heiligen dar.

#### Kapelle der unbefleckten Empfängnis
Die Kapelle entstand im 19. Jahrhundert anlässlich der Erklärung der unbefleckten Empfängnis zum Dogma und wurde von den Handwerkern der Stadt gebaut.
In der Mitte des Altaraufsatzes findet sich eine Darstellung der Immaculata. Im unteren Teil des Altars wird figürlich der Schlaf der heiligen Jungfrau gezeigt. Möglicherweise schuf Adria Ferran die Figur. Im oberen Teil befindet sich eine 1714 von Bernat Marimon geschaffene Darstellung der Himmelfahrt Marias.

#### Kapelle des Kreuzes des heiligen Georg
Der Auftrag für die Kapelle wurde im Jahr 1881 von Montserrat Blanes ausgelöst. Im oberen Teil ist die Jungfrau der Einsamkeit dargestellt. In der Mitte befindet sich das Kreuz des heiligen Georg, links hiervon die heilige Maria Magdalena, rechts die heilige Gertrud. Darunter ist die Krönung der heiligen Jungfrau durch die heilige Dreifaltigkeit wiedergegeben. Es wird vermutet, dass das Werk von Adria Ferran geschaffen wurde und ein Geschenk seitens des Paters Miquel Ferrer Bauza war.
Der Altar selbst wurde von Einsiedlern errichtet. Darüber hinaus befinden sich links und rechts Gemälde, die den schlechten und den guten Tod darstellen.

#### Kapelle des Namen Jesu
Der in der Kapelle befindliche Altar entstand zwischen 1692 und 1720 im Stil des mallorquinischen Manierismus und gilt als eines der schönsten Beispiele dieses Baustils. Es findet sich eine von Jaume Llull geschaffene Darstellung von Jesus als Kind Darüber hinaus gibt es weitere Szenen aus dem Leben Jesu, so die Beschneidung, die Auferstehung, das letzte Abendmahl, die Taufe, Jesus im Tempel, die Anbetung der Hirten, die Anbetung der heiligen drei Könige sowie die Flucht nach Ägypten.

### Hauptaltar
Der 1906 eingeweihte Hauptaltar wurde von Miquel Vadell im Stil der Neogotik geschaffen und ersetzte einen bis dahin genutzten barocken Altaraufsatz. In der Mitte des Altars wird die Verklärung Elias und Moses bei Anwesenheit der Apostel Petrus, Jakobus und Johannes dargestellt. Oberhalb ist Petrus mit dem Schlüssel abgebildet, darüber ist Jesus am Kreuz, flankiert von Maria und Johannes zu sehen. An den Seiten sind Szenen aus dem Leben Jesu dargestellt. Links ist die Taufe Jesu und die Geisselung Jesu zu sehen, rechts die Anbetung der heiligen drei Könige und der Garten Gethsemane. Unterhalb aller Bilder befindet sich eine Darstellung des letzten Abendmahls.

### Heiliges Kreuz
In der Kirche befindet sich das Heilige Kreuz (Lignum Crucis). Das kunstvolle Silberkreuz befindet sich auf dem Fuß eines gotischen Kelchs aus dem 14. Jahrhundert. Es umfasst ein Stück aus der Reliquie des heiligen Kreuzes der Kathedrale von Palma. Die Reliquie gelangte 1512 in die Pfarrkirche von Artà. Am Kreuz befinden sich sechs Medaillons, wobei drei das alte Wappen Artàs zeigen.

### Kanzel
Die aus Mahagoni gefertigte Kanzel der Kirche wurde 1860 fertiggestellt und ist ein Werk von Antoni Domingo Segovia. Bemerkenswert ist der aus einem einzigen Stück gefertigte Handlauf.

### Gräber innerhalb der Kirche
Unmittelbar westlich der Kapelle des Rosenstocks liegt das Grab des Jaume Canals. Direkt vor dem Hauptaltar ist das Grab der Familie Servera angelegt.

### Beinhaus und Chorraum
Rechts nach dem Hauptportal, zwischen der Kapelle des heiligen Antonius von Padua und der Kapelle der heiligen Lucia, führt eine Treppe zu Nebenräumen, die ursprünglich als Beinhaus genutzt wurden. Im unteren Raum befindet sich heute ein Lager, darüber ist ein Museum eingerichtet. Vom Museum aus gelangt man zu einem oberhalb des Hauptportals befindlichen Chorraum. Er wurde 1841 errichtet und wird von vier Marmorsäulen getragen, deren Material aus dem Steinbruch Na Mànega stammen.

### Sakristei
Westlich schließt sich an die Kirche ein Gebäudeteil auf dreieckigem Grundriss an. Hierin befindet sich neben dem Pfarrhaus auch die im 19. Jahrhundert errichtete Sakristei. Darüber hinaus sind im Gebäudeteil auch ein Saal und das Kirchenarchiv untergebracht. Von Westen führt eine Treppe von außen zum Pfarrhaus.

### Glockenturm und Glocken
Der 25 Meter hohe Kirchturm befindet sich am westlichen Ende des Kirchenschiffs. Er entstand im 17. Jahrhundert. Die älteste erhaltene Glocke der Kirche stammt aus dem Jahr 1692. Neben dieser mittleren Glocke besteht eine kleine Glocke von 1929 und eine Große von 1883. Auf der großen Glocke gibt es die zwei Inschriften: Cristus vincit Christus regnat Christus imperat. Christus defendat nos ab omni malo und Suo amantissimo in misterior Transfigurationis Patrono et Titulari huius paroeciae fidelis Populus artanensis anno Domini MDCCCLXXXIII.
Im Turm befindet sich eine 1888 von Rafael Blanes Massanet gestiftete mechanische Turmuhr. Ende des 20. Jahrhunderts wurde das ursprüngliche Ziffernblatt gegen ein beleuchtetes ausgetauscht.
Auf dem gepflasterten Vorplatz der Kirche sind Alpha und Omega und darüber hinaus eine Allegorie des Lamm Gottes zu sehen.